# Grant Turner
Grant Turner (7 ottobre 1958 – Tauranga, 27 febbraio 2023) è stato un calciatore neozelandese, di ruolo centrocampista.

## Carriera

### Club
Iniziò la carriera tra le file dello Stop Out per passare nel 1980 al Gisborne City. Nel 1982 si trasferisce in Australia tra le file del South Melbourne per tornare l'anno seguente tra le file del Gisborne City con cui vinse il campionato neozelandese 1984.
Vestì in seguito le divise del Petone, del Miramar Rangers e del Wellington Utd.

### Nazionale
Vestì la maglia della Nuova Zelanda in quarantadue occasioni segnando quattordici reti.
Fece parte della spedizione All whites ai Mondiali spagnoli del 1982, non scendendo mai in campo a causa di un infortunio poco dopo lo sbarco in terra iberica.

## Palmarès
- Campionato neozelandese: 1

Gisborne City: 1984